# Prologue à Harry Potter
Le prologue à Harry Potter, ou Harry Potter prequel, est une nouvelle de 800 mots écrite par J. K. Rowling, mise en ligne le 11 juin 2008. Situé trois ans avant la naissance de Harry Potter, le récit raconte une aventure de Sirius Black et James Potter.

## Résumé
Un agent de police moldu, P. C. Anderson, et le sergent Fisher poursuivent une moto en excès de vitesse jusque dans une voie sans issue. Ils rattrapent deux jeunes contrevenants en leur demandant leur nom. Après quelques plaisanteries, les enfants disent s’appeler Sirius Black et James Potter. Alors que les policiers sont sur le point de les arrêter pour non port du casque, trois mangemorts atterrissent avec leurs balais autour d’eux. James et Sirius utilisent leur baguette magique pour faire voler la voiture des policiers, et les mangemorts s’y écrasent. Sirius et James laissent ensuite les policiers, effrayés, dans l’allée.

## Mise en vente et publication
J. K. Rowling a écrit cette nouvelle pour l’association d’écrivains PEN club en faveur d’une association contre la dyslexie. Le récit manuscrit sur une carte, signé, a été vendu aux enchères comme treize autres cartes d’autres auteurs le 11 juin 2008 à Piccadilly, avec une mise à prix de 25 000 £ et un prix final de 47 150 £, récupéré par Hira Digpal, un banquier tokyoite.
La carte a été publiée dans un livre et sur le net.
Rowling a conclu sa carte avec les mots : « Issu du prologue auquel je ne travaille pas ; mais c’était sympa ! »

## Vol
En avril 2017, la carte manuscrite a été volée lors d'un cambriolage à Birmingham. Rowling a tweeté à propos de l'incident, demandant aux fans de ne pas acheter l'œuvre si elle leur était proposée, et la police des Midlands de l'Ouest a lancé un appel pour obtenir des informations.